# ریچارد مک‌کینی (کماندار)
ریچارد مک‌کینی (انگلیسی: Richard McKinney؛ زادهٔ october ۱۲, ۱۹۵۳ (۷۱ سال)) ورزشکار تیراندازی با کمان اهل ایالات متحده آمریکا است.
وی در مسابقات کشوری و بین‌المللی در مجموع برندهٔ ۱۲ مدال طلا، ۷ مدال نقره، ۳ مدال برنز شده‌است.